# Глазов
Гла́зов (удм. Глаз, рос. Гла́зов) — місто в Росії, адміністративний центр Глазовського району Удмуртської республіки. Місто є самостійним муніципальним утворенням, яке формує окремий міський округ і до складу Глазовського району не належить.

## Демографія
Населення міста становить 97,7 тис. осіб (2009; 98,2 тис. в 2008).

## Географія

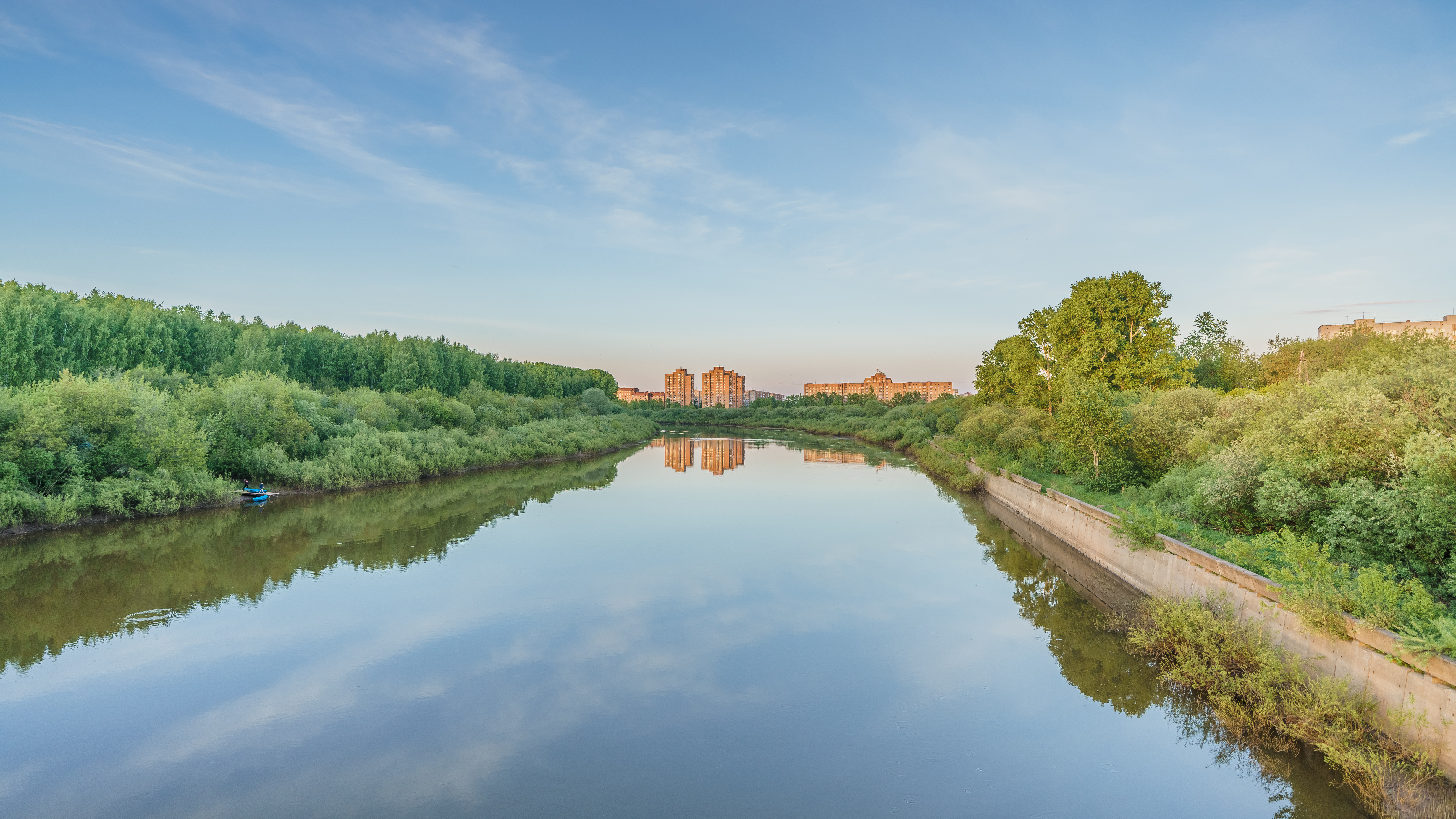
Річка Чепца

Місто розташоване на лівому березі річки Чепца, однак до міської межі входить і невелика частина правого берега між гирлом річки Пизеп та присілком Верхня Богатирка. В межах імста до Чепци впадають її права притока Пизеп та ліві Воєбиж і Убить. В заплавній частині Чепци розміщені декілька озер. на північному заході міста в межиріччі Чепци та Убиті знаходяться великі болотні масиви.
Місто в основному рівнинне, берег Чепци розміщеній на висоті 136,7 м, а найвища точка міста — Солдирська гора — знаходиться на північному сході, у межиріччі Чепци та Пизепу, і має висоту 176,1 м. На південному заході містяться глиняні кар'єри.
Площа міста становить 68,27 км², протяжність із заходу на схід становить 10-12 км, з півночі на південь — всього 4-5 км. Протяжність кордонів міста — 64 км. Площа зелених насаджень — 20,04 км², тобто майже 1Ї3 всієї площі міста.

### Часовий пояс
Місто Глазов, як і вся Удмуртія, розташоване в Московському часовому поясі (MSK). Зміщення відносно UTC становить +4:00.

## Історія
Вперше місто згадується 1678 року і ця дата була офіційно затверджена як дата заснування міста рішенням Міської думи від 24 листопада 1998 року № 72. Статус міста та власний герб Глазов отримав 1780 року за наказом Катерини II. Кількість жителів нового міста становила всього 500 осіб. В 1804 році під керівництвом першого архітектора В'ятської губернії Ф. М. Рослякова була проведена оригінальна розмітка площ, вулиць та кварталів міста, яка й до сьогодні зберегла своє радіально-дугове планування. Радіальні вулиці сходились до Преображенського собору, збудованого 1786–1793 років на крутому березі Чепци (знесений в 1960 році).

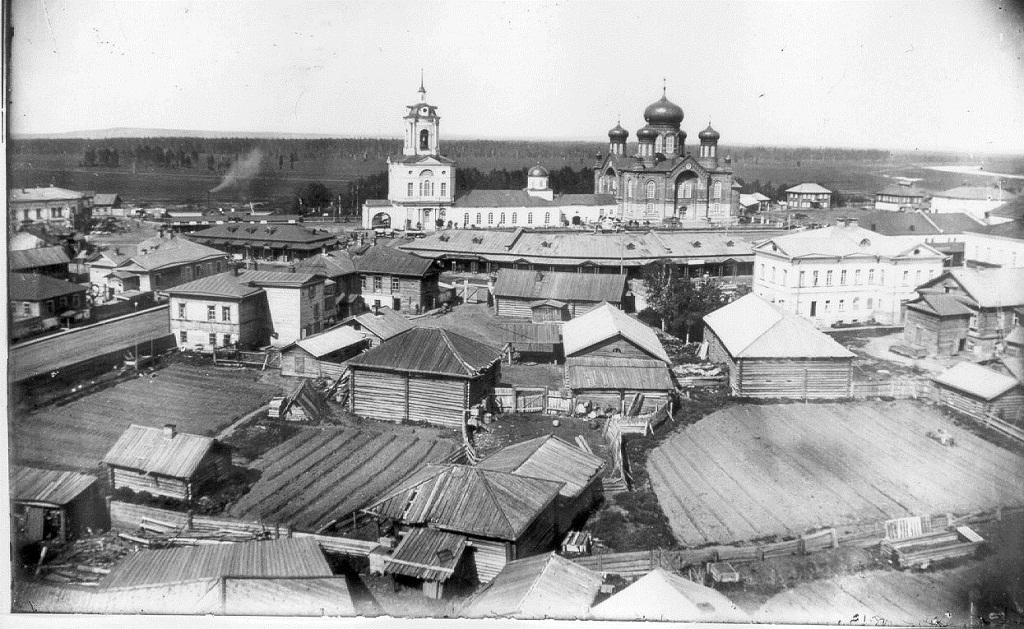
Преображенський собор, XIX ст.

З 1796 по 1818 роки городничим Глазова був Чайковський Петро Федорович, дід відомого композитора Петра Чайковського. В 1825 році до Сибіру через місто провезли учасників грудневого повстання в Петербурзі. Серед них були брати Бестужеві, В. К. Трубецькой, Сергій Волконський, Іван Пущін та Вільгельм Кюхельбекер. В 1837 році проїздом на Урал в Глазові зупинявся майбутній імператор Олександр II, супроводжував його поет Василь Жуковський. На честь тієї події в місті була збудовано каплиця Олександра Невського (на сьогодні за оригінальними ескізами вона відновлена). В 1898 році через місто пройшла Транссибірська магістраль.

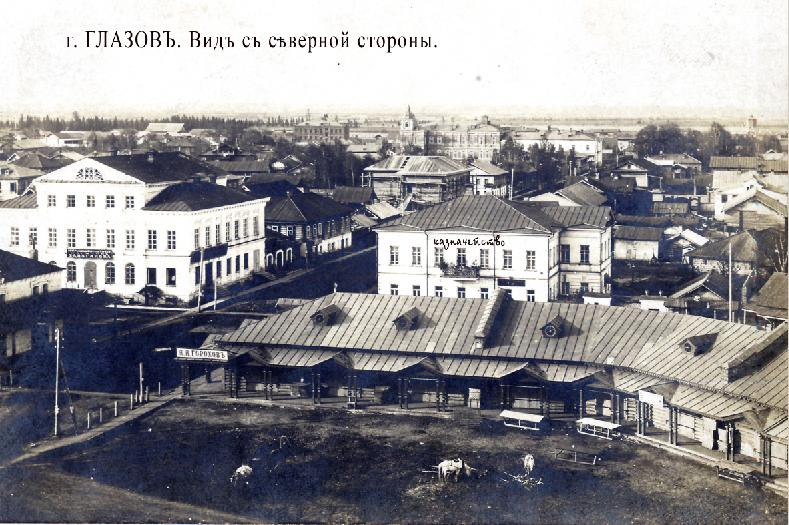
Середмістя, 1913

До 1917 року в місті переважали одноповерхові та двоповерхові дерев'яні будинки та нечисленні цегляні. З січня по червень 1921 року Глазов був першою столицею Удмуртії. На 1923 рік населення міста досягло 4397 осіб, а на червень 1941 року становило вже 16906 осіб. На початок Другої світової війни до міста евакуювались підприємства із фронтових регіонів. Це були в основному заводи оборонного значення з устаткуванням та людьми. На потреби фронту працювали Ленінградські тютюнова фабрика та Друге піхотне училище, а також патронний завод № 544, збудований на території льонокомбінату та укомплектований устаткуванням евакуйованих з Подольська та Кунцева патронних заводів.
В повоєнні роки, у зв'язку з будівництвом на базі патронного заводу підприємства по виробництву урану — майбутнього Чепецького механічного заводу, Глазов почав активно розвиватись. Для будівництва були задіяні всі можливі будівничі сили, служби робітничого постачання та медичної допомоги, проектувались та терміново вводились в дію нові енергетичні служби, проводилась електрифікація та теплофікація міста. Активно розвивалось і житлове будівництво. Змінився архітектурний вигляд Глазова. На його вулицях та площах працювали найкращі архітектори Санкт-Петербурга.

## Господарство

### Промисловість

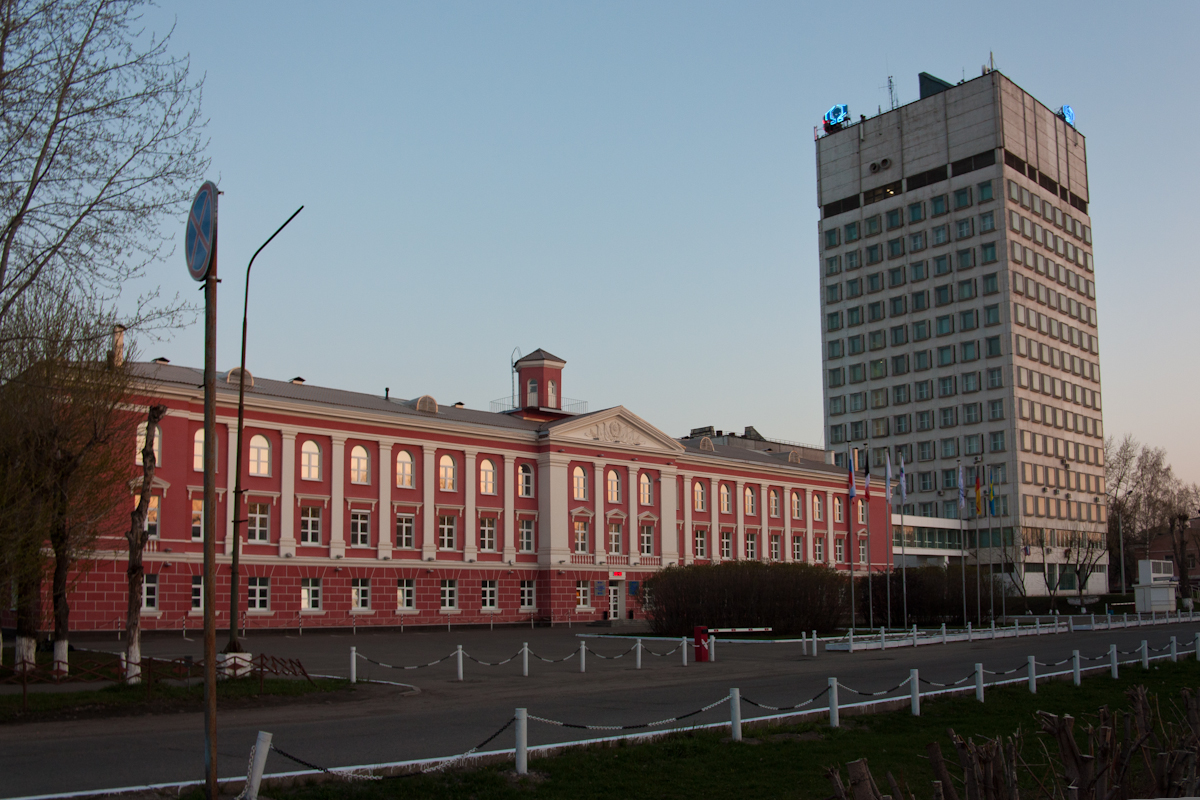
Чепецький механічний завод

В місті добре розвинена промисловість. Станом на 2011 рік об'єм вироблених товарів по місту становить 19,3 млрд руб. Серед промислових підприємств у місті діють:
- ВАТ Чепецький механічний завод — переробка уранової сировини в тетрафторид урану, виробництво цирконію та його сплавів, кальцію, рідкісноземельних металів, ніобію та інших супутніх продуктів
- ВАТ Глазовський завод «Металіст» — виробництво верстатів
- ВАТ Глазовська меблева фабрика
- ВАТ Швейна фабрика «Робоча марка»
- ВАТ Лікеро-горілчаний завод «Глазовський»
- ВАТ Удмуртський завод будівельних матеріалів
- ВАТ «Оскон»
- ВАТ «Реммаш»
- ВАТ «Кераміка»
- ВАТ «ФОРМЗ»
- ВАТ МТС «Глазовагрохімія»
- ВАТ Удмуртська птахофабрика
- ВАТ «Глазов-молоко»
- ВАТ Глазовський хлібокомбінат
- ВАТ Глазовський харчокомбінат

- ТОВ Глазовський завод «Хіммаш»

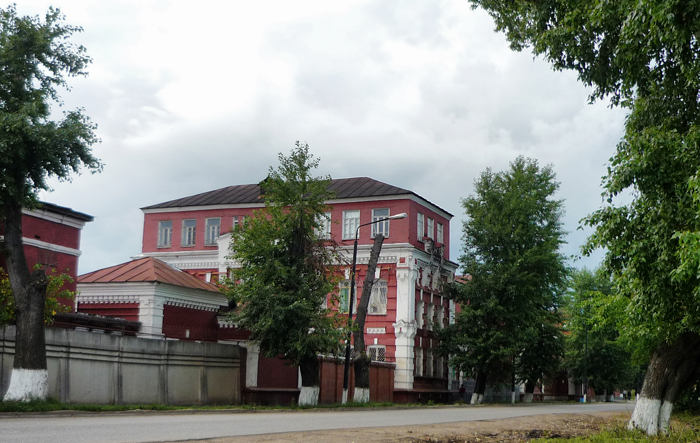
Глазовський ЛГЗ

- ТОВ Глазовський деревообробний завод
- ТОВ Глазовська типографія
- ТОВ Дослідно-експериментальний завод «Теплоагрегат»
- ТОВ Удмуртський птахівницький холдинг
- ТОВ Птахофабрика «Глазовська»
- ТОВ Глазовський комбікормовий завод
- ТОВ Глазовський лісопромисловий комбінат
- ЗАТ «Автореммаш-сервіс»

### Культура
В місті працюють 3 музеї — Глазовський краєзнавчий музей, Глазовський районний історико-краєзнавчий музейний комплекс та Історико-культурний музей-заповідник «Іднакар».

### Освіта
В місті діють Глазовський державний педагогічний інститут імені В. Г. Короленка, 3 філіали інших інститутів та технічний коледж.

### Відпочинок та спорт

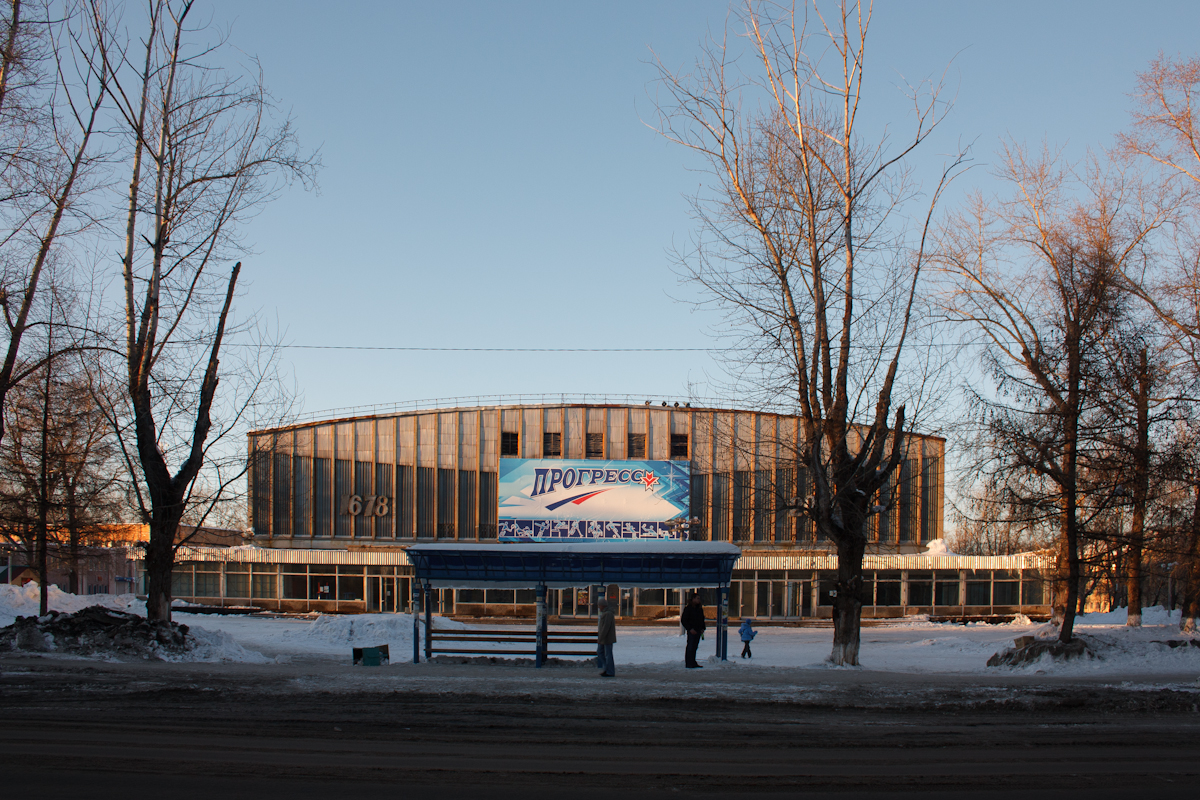
ЛПС «Прогрес»

Місто має власну хокейну команду Прогрес, яка виступає в Російській хокейній лізі. Домашньою ареною є Льодовий палац спорту «Прогрес» імені К. В. Астраханцева.

## Транспорт

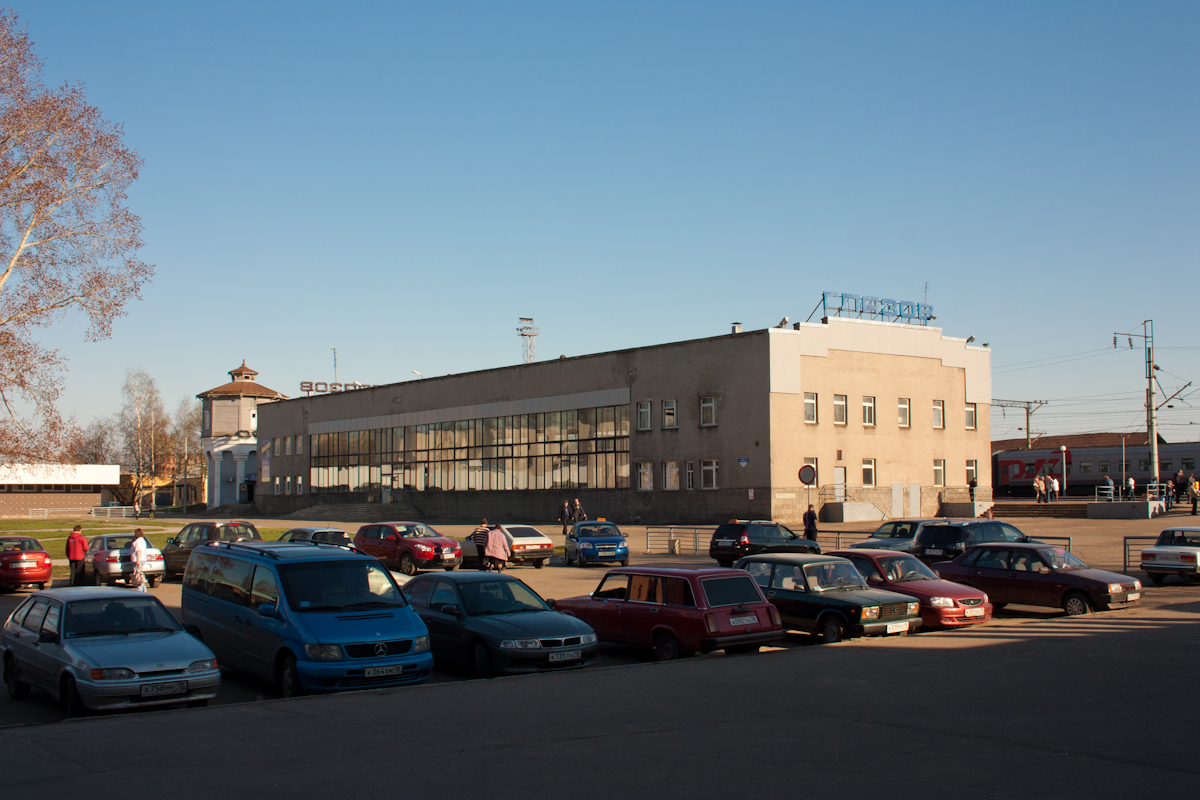
Залізничний вокзал

Через Глазов проходить північна гілка Горьківської залізниці та автомобільна траса Глазов-Ігра, що забезпечує вихід на Іжевськ та Перм.
У самому місті існує 11 маршрутів міського автобуса.

## Відомі люди
В місті народилися:
- Абдулов Віталій Зінурович — російський кіноактор;
- Буличова Олександра Костянтинівна — російська акторка театру і кіно, телеведуча;
- Глазирін Олексій Олександрович — радянський актор театру та кіно;
- Єфаєва Олена Сергіївна — російська фігуристка;

а також Герої Радянського Союзу Барамзіна Тетяна Миколаївна та Єгоров Веніамін Миколайович.